# Ратчино (Ленінградська область)
Ратчино (рос. Ратчино) — присілок у Кінгісеппському районі Ленінградської області Російської Федерації.
Населення становить 45 осіб. Належить до муніципального утворення Фалілєєвське сільське поселення.

## Історія
Згідно із законом від 28 жовтня 2004 року № 81-оз належить до муніципального утворення Фалілєєвське сільське поселення.

## Населення
| 1838 | 1857 | 1862 | 1882 | 1885 | 1899 | 1997 |
| ---- | ---- | ---- | ---- | ---- | ---- | ---- |
| 350  | ↘297 | →297 | ↗315 | ↘290 | ↗304 | ↘42  |
| 2007 | 2010 | 2017 |      |      |      |      |
| ↘41  | ↘39  | ↗45  |      |      |      |      |